# Çumra
Çumra là một huyện thuộc tỉnh Konya, Thổ Nhĩ Kỳ. Huyện có diện tích 2218 km² và dân số thời điểm năm 2007 là 64247 người, mật độ 29 người/km².